# Viggo Kristiansen
Viggo Kristiansen (Kristiansand, 1979) is een Noorse man die in 2002 werd veroordeeld voor een dubbele moord. Na meerdere revisieverzoeken werd hij uiteindelijk in 2022 alsnog vrijgesproken van beide moorden. Zijn zaak geldt als een van de grootse justitiële dwalingen in Noorwegen.

## De dubbele moord

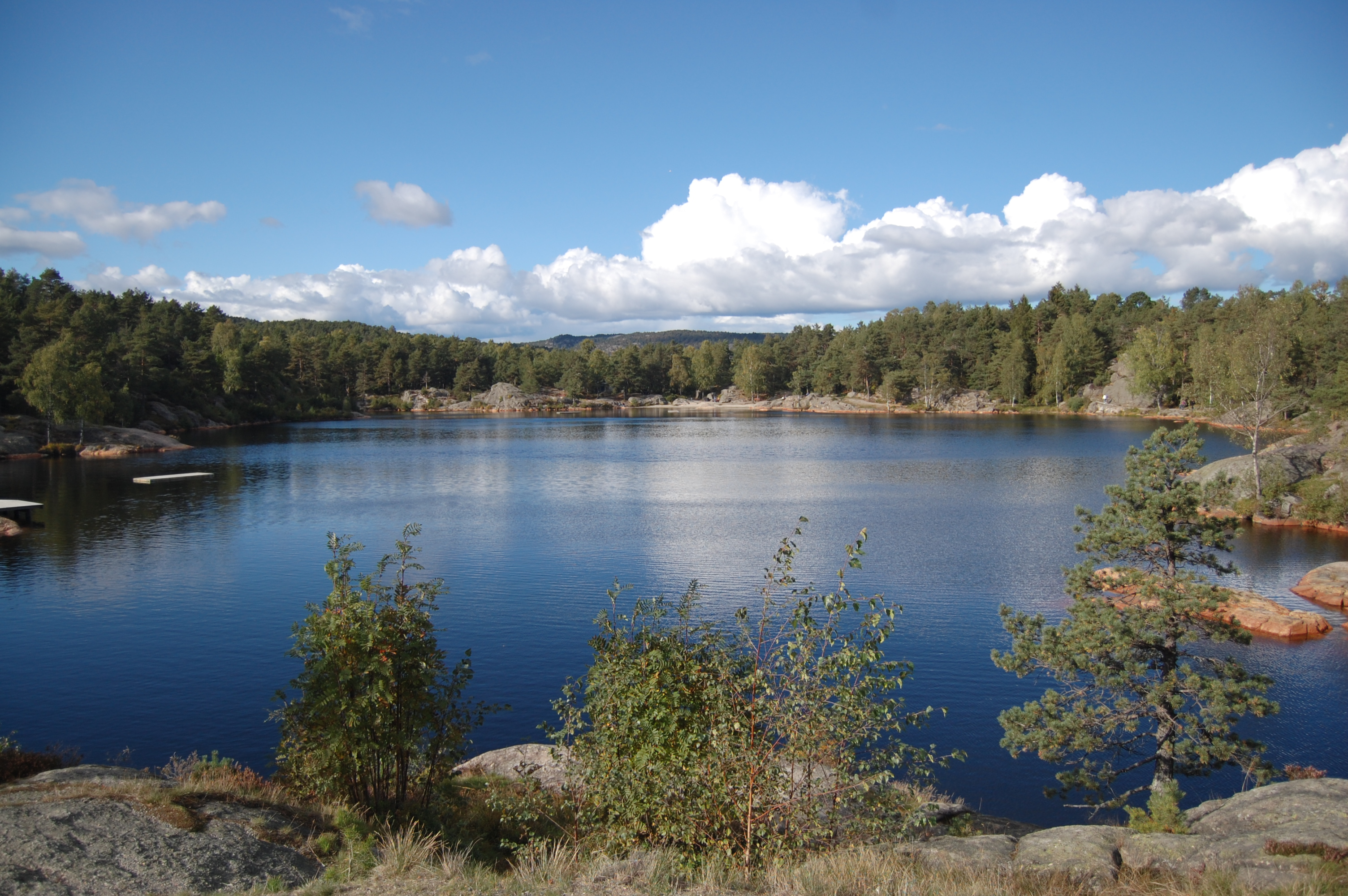
Baneheia, 3. Stampe

Op 19 mei 2000 gingen Lena (10 jaar) en Stine (8 jaar) samen naar het recreatiegebied Baneheia aan de noordkant van de Noorse stad Kristiansand. Zij werden voor het laatst gezien rond 7 uur 's avonds bij de zogenaamde Tredje Stampe, een voormalig waterreservoir voor de drinkwatervoorziening van Kristiansand. Toen zij die dag niet thuis kwamen werd een grote zoektocht georganiseerd. Twee dagen later werden hun lichamen gevonden. Bij beiden waren de armen vastgebonden op de rug. Onderzoek toonde aan dat beiden seksueel waren misbruikt.

## Veroordeling
De moord op twee jonge meisjes zorgde voor grote onrust in Kristiansand. Er was daardoor grote druk op politie en justitie om de daders zo snel mogelijk te vinden. Toch duurde het nog tot september voordat er een doorbraak was in het onderzoek. Op 13 september 2000 werden Kristiansen en zijn vriend Jan Helge Andersen gearresteerd voor de dubbele moord en verkrachting. Kristiansen ontkende iets met de moorden te maken te hebben, Andersen, van wie DNA-sporen op de plaats delict waren gevonden, legde een deels bekennende verklaring af. In zijn verklaring stelde Andersen dat Kristiansen hem min of meer gedwongen had om mee te doen. Beide verdachten woonden in de wijk Eg, vlak bij Baneheia. 
Uit data van zijn (mobiele-)telefoonverkeer bleek dat Kristiansen op het tijdstip van de moord niet in Baneheia geweest was. Dit bevrijdende verweer werd door de rechtbank in Kristiansand echter gepasseerd. De daarbij gevolgde redenering was vergelijkbaar met de stelling van Ernest Louwes in de Deventer Moordzaak. Kristiansen was eerder veroordeeld voor seksueel misbruik van minderjarigen. Dat, samen met de verklaring van zijn medeverdachte, was voor de rechtbank reden genoeg om hem te veroordelen tot 21 jaar. Zijn medeverdachte Andersen werd veroordeeld tot 19 jaar. Andersen werd in in januari 2016 vrijgelaten.
Het hoger beroep werd door het Hof in Skien verworpen. Voor de cassatieprocedure bij de Noorse Hoge Raad werd de destijds nog vereiste toestemming niet verleend. 

## Revisieverzoeken
Kristainsen deed in 2008 een eerste revisieverzoek. Dat verzoek werd in 2010 afgewezen. Vrijwel direct na die afwijzing deed hij een tweede verzoek. 